# Jad-bal-ja
Jad-bal-ja ( « Le Lion d'Or » dans la langue perdue de Pal-ul-don) est un lion fictif créé par l'écrivain Edgar Rice Burroughs, un fidèle compagnon de Tarzan, qui l'a recueilli et élevé.

## Dans la littérature
Jad-Bal-Ja apparaît pour la première fois en 1923 dans le 9e roman de Tarzan écrit par Edgar Rice Burroughs Tarzan et le Lion d'Or. Dans ce roman, Tarzan, accompagné de Jane et leur fils Korak, découvre un lionceau couché près de sa mère morte. Tarzan recueille l'orphelin, l'adopte et l'élève
. C'est également dans ce roman que Tarzan le baptise Jad-bal-ja, c'est-à-dire « Le Lion d'Or » dans la langue de la vallée perdue de Pal-ul-don, visité par le héros dans le roman précédent.
Le lion Jad-bal-ja réapparait ensuite dans les romans:
- Tarzan et les Hommes-fourmis (Tarzan and the Ant Men, 1924) (10e roman de la série)
- Tarzan et les Croisés (Tarzan, Lord of the Jungle, 1927/1928) (11e)
- Tarzan l'invincible (Tarzan the Invincible, 1930/1931) (14e)
- Tarzan et la Cité de l'or (Tarzan and the City of Gold, 1932) (16e), dans lequel il sauve Tarzan des mâchoires d'un autre lion
- Tarzan et l'Homme-lion (Tarzan and the Lion Man, 1933/1934) (17e), dans lequel il trouve un partenaire
- Tarzan, l'aventure perdue (Tarzan: the Lost Adventure, 1995) (26e)

Jad-bal-ja est également un héros de l'histoire pour enfants, Tarzan et les Jumeaux, avec Jad-bal-ja, le Lion d'Or (1936).
Pour l'universitaire Lauric Guillaud, le lion apprivoisé de Tarzan symbolise la noblesse du héros et le rattache à la chrétienté.

## Dans la bande dessinée

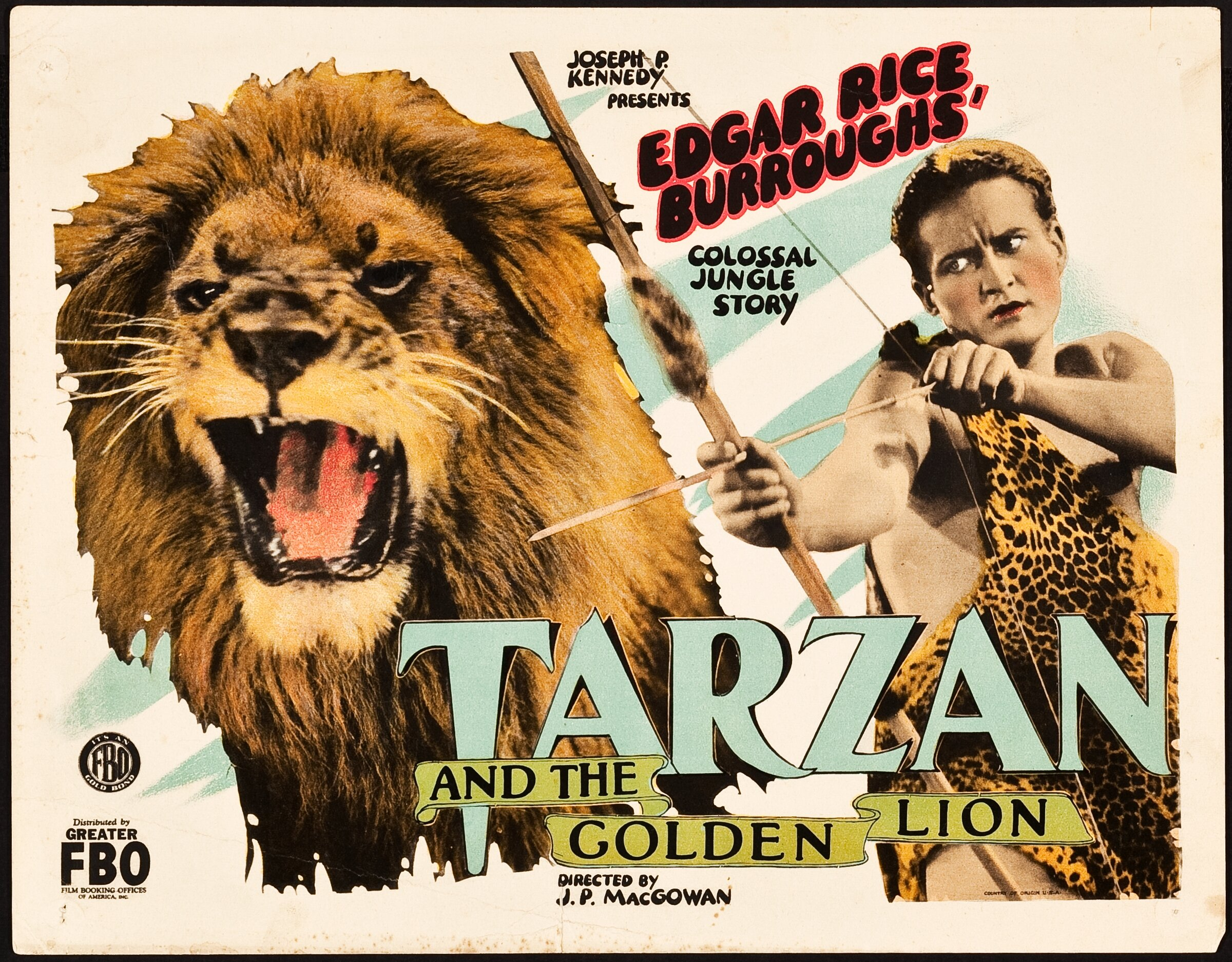
L'affiche du film Tarzan et le Lion d'or

Jad-bal-ja apparait dans 6 volumes de Tarzan, Lord of the Jungle de l'éditeur Marvel, 6 volumes de Tarzan of the Apes des éditions Gold Key, 3 volume de Korak, Son of Tarzan, du même éditeur, dans 2 volumes de Batman/Tarzan: Claws of The Cat-Woman (1999), co-publié par DC Comics et Dark Horse Comics, ainsi que dans le 3e numéro de Tarzan's Jungle Fury (1996), de Dark Horse Comics,. 

## Au cinéma
Jad-bal-ja est un des héros éponymes du film Tarzan and the Golden Lion (Tarzan et le Lion d'or), une adaptation cinématographique de J.P. McGowan du roman d'Edgar Rice Burroughs, sortie en 1927 au cinéma, avec James Pierce dans le rôle de Tarzan.